# Bento de Aniane
Bento de Aniane, O.S.B., (em latim: Benedictus Anianensis), nascido Witiza e chamado Segundo Bento, foi um monge beneditino reformador do monasticismo que deixou um importante legado na prática religiosa do Império Carolíngio. É venerado como santo e festejado no dia 12 de fevereiro.

## Vida
De acordo com Ardo, biógrafo de Bento, ele era filho de um visigodo chamado Aigulf, conde de Maguelonne (Magalonensis comes) em 752. Recebeu originalmente o nome de Witiza e foi educado na corte franca de Pepino, o Breve, entrando depois para o serviço real. Já na corte de Carlos Magno, participou da campanha italiana do imperador em 773 e quase morreu afogado no rio Ticino, perto de Pavia, enquanto tentava salvar um outro soldado. Depois da campanha, deixou a corte e tornou-se monge no Mosteiro de São Sequano, em Saint-Seine.
Por volta de 780, fundou uma comunidade monástica baseada no ascetismo oriental em Aniane, no Languedoque, mas a comunidade não se desenvolveu como planejado. Em 782, Bento fundou outro mosteiro, desta vez baseado na Regra de São Bento, no mesmo local. Desta vez o sucesso foi tamanho que acabou por dar-lhe grande influência, que Bento utilizou para fundar ou reformar diversos outros mosteiros, tornando-se, efetivamente, o abade de todos os mosteiros do Império Carolíngio.
Bento presidiu um concílio de abades em 817 na capital de Carlos Magno, Aachen, que criou um código de regras ("Codex regularum"), que seria obrigatório em todas as casas do império. Logo depois, compilou a "Concordia regularum" e, embora estes novos códigos tenham caído em desuso logo depois da morte de Bento e de seu patrocinador, Luís, o Piedoso, ambos tiveram um duradouro efeito sobre todo o monasticismo ocidental.
Bento morreu na Abadia de Kornelimünster, um mosteiro que Luís fundou para Bento com o objetivo de servir como base para seu trabalho de supervisão.

## Obras
- Codex regularum monasticarum et canonicarum, disponível na Patrologia Latina (PL), 103, 393-702;
- Concordia regularum, PL 103:393-702
- Cartas, PL 103:703-1380.

Os demais tratados atribuídos a ele por Migne na Patrologia (PL103:1381ff) provavelmente são espúrias.